# 楊乘 (元朝)
杨乘，字文载，元朝滨州渤海人。
至正初年，为介休县尹，百姓饥饿聚众劫掠，杨乘立法令招抚，使他们自新，丢下兵器顿首，愿为良民。其后官至江浙行省左右司员外郎，因为海寇掠夺漕粮船，而被免官，寓居松江。张士诚进入平江，郭良弼、董绶对张士诚提到杨乘，张士诚派张经招杨乘，杨乘说：“郭良弼、董绶都是名臣，现在已经失节，反要引诱我跟他们一起作恶吗！”责问张经平日读的书都是怎么说的，张经俯首不能回答。杨乘成天与客人痛饮，整天不说话。客人问：“有什么打算？”杨乘说：“杨乘由一小吏升为显官，有死而已，还有什么打算！”张经催促其动身，杨乘整理衣冠，自缢而死，年六十四岁。